# (10091) Bandaisan
(10091) Bandaisan (1990 VD3) – planetoida z grupy pasa głównego asteroid okrążająca Słońce w ciągu 3,66 lat w średniej odległości 2,37 j.a. Odkryta 11 listopada 1990 roku.